# Simon Hedlund
Simon Hedlund, né le 11 mars 1993 à Trollhättan en Suède, est un footballeur international suédois qui évolue au poste d'avant-centre à l'IF Elfsborg.

## Biographie

### IF Elfsborg
Né à Trollhättan en Suède, Simon Hedlund est formé par deux clubs de sa ville natale, l'IFK Trollhättan puis le FC Trollhättan avant de rejoindre l'IF Elfsborg afin d'y terminer sa formation. Il joue son premier match en professionnel avec ce club, le 10 juillet 2022, lors d'une rencontre qualificative pour la phase de groupe de la Ligue Europa 2012-2013 face au Floriana FC. Il est titularisé au milieu de terrain lors de cette rencontre remportée par son équipe (0-4 score final). Il fait ses débuts dans l'Allsvenskan, la première division suédoise, le 12 août 2012 face au Malmö FF. Il entre en jeu à la place de Niklas Hult lors de ce match qui voit son équipe l'emporter par quatre buts à un,.

### Union Berlin
Simon Hedlund rejoint l'Union Berlin le 29 août 2016 pour un contrat de quatre ans. Ce transfert fait de lui le joueur le plus cher du club allemand à cette époque. Il joue son premier match sous ses nouvelles couleurs le 21 septembre 2016, lors d'un match de championnat face au FC Würzburger Kickers. Il entre en jeu et son équipe s'impose par un but à zéro ce jour-là.

### Brøndby IF
Le 11 janvier 2019, Simon Hedlund s'engage en faveur du Brøndby IF. Il joue son premier match pour Brøndby le 10 février 2019, contre le FC Nordsjælland, en championnat. Titulaire, il se fait remarquer en étant impliqué dans tous les buts de son équipe, provoquant deux penalty et délivrant une passe décisive pour Mikael Uhre mais la rencontre se termine sur un score nul de trois partout.
Le 28 juillet 2022, Hedlund se fait remarquer lors d'une rencontre qualificative pour la Ligue Europa Conférence 2022-2023 contre le Pogoń Szczecin en réalisant un doublé. Il contribue ainsi à la victoire de son équipe par quatre buts à zéro, et 0 la qualification de Brøndby pour le tour suivant,.

### Retour à l'IF Elfsborg
Le 20 août 2023, Simon Hedlund fait son retour dans le club de ses débuts, l'IF Elfsborg. Il signe un contrat courant jusqu'en décembre 2026,.
Hedlund marque son premier but depuis son retour à Elfsborg le 8 octobre 2023, lors d'une rencontre de championnat contre l'IF Brommapojkarna. Il participe ainsi à la victoire de son équipe (0-3 score final). Ce succès permet à l'IF Elfsborg de se classer premier du championnat à quatre journées de la fin ,. C'est finalement le Malmö FF qui est sacré au bout du suspense lors de la toute dernière journée contre son concurrent direct, l'IF Elfsborg, qui est battu par un but à zéro et termine alors deuxième du championnat au terme de cette saison 2023,.

### En sélection
Hedlund compte trois sélections avec les moins de 19 ans, toutes obtenues en 2012.
Simon Hedlund honore sa première sélection avec l'équipe nationale de Suède le 9 janvier 2020, en match amical contre la Moldavie. Il entre en jeu et son équipe s'impose sur le score d'un but à zéro. Lors de sa deuxième sélection, le 12 janvier suivant, Hedlund inscrit son premier but en sélection, permettant à son équipe de s'imposer contre le Kosovo (1-0). 

## Palmarès

### En club
IF Elfsborg
- Championnat de Suède (1) :
  - Champion : 2012.
- Coupe de Suède (1) :
  - Vainqueur : 2014.

 Brøndby IF
- Championnat du Danemark (1) :
  - Champion : 2020-21.